# Лори, Луис
Луис Даниэль Лори (англ. Louis Daniel Laurie; 19 ноября 1917, Кливленд, США — 26 декабря 2002, Бичвуд, США) — американский боксёр. Бронзовый призёр Олимпийских игр 1936. Первый обладатель Кубка Вэла Баркера.

## Биография
Родился 19 ноября 1917 года в Кливленде, штат Огайо. Его отец итальянец, а мать — словачка. Окончил Восточную техническую среднюю школу.

## Любительская карьера
Представлял сборную США на Олимпийских играх 1936 года.
В первом бою победил Рудольфа Бездека из Чехословакии. Во втором бою победил норвежца Асбьёрна Берг-Хансена. В четвертьфинале победил поляка Эдмунда Собковяка. В полуфинале проиграл итальянцу Гавино Матте. В матче за 3-е место победил аргентинца Альфредо Карломагно.
По итогам турнира Луису Лори был вручён Кубок Вэла Баркера как самому техничному боксёру Олимпиады.

## Профессиональная карьера
С 1937 по 1940 год выступал на профессиональном ринге. Провёл 28 боёв. Серьёзных успехов не добился.

## После завершения карьеры
Участвовал во Второй мировой войне. После войны работал машинистом.

## Признание
- В 1984 году включён в Зал славы величайших спортсменов Кливленда.
- В 1988 году включён в Зал славы бывших боксёров штата Огайо.